# Свечников, Анатолий Григорьевич
Анатолий Григорьевич Све́чников (1908—1962) — советский украинский композитор. Заслуженный деятель искусств УССР (1954). Лауреат Сталинской премии третьей степени (1950).

## Биография
А. Г. Свечников родился 2 (15) июня 1908 года в Киеве. В 1932 году окончил КМДИ по классу композиции (В. А. Золотарёва и Л. Н. Ревуцкого), в 1938 году — аспирантуру КГК имени П. И. Чайковского. С 1932 года зав. музыкальной частью ряда драматических театров. В 1936—1941 и 1944—1951 музыкальный руководитель драматических передач Украинского радио. В 1945—1961 преподавал композицию и специальную полифонию в КГК имени П. И. Чайковского.
А. Г. Свечников умер 12 марта 1962 года в Киеве.

## Творчество
балеты
- - «Маруся Богуславка» (1951)
  - «Ночь перед Рождеством» (1959)

симфонические поэмы
- - «Кармелюк» (1947)
  - «Щорс» (1949)

фильмография
- 1952 — Неразлучные друзья
- 1953 — Калиновая роща
- 1955 — Педагогическая поэма
- 1956 — Девушка с маяка
- 1957 — Партизанская искра
- 1958 — Повесть наших дней
- 1959 — Иванна
- 1960 — Кровь людская — не водица
- 1960 — Обыкновенная история

## Награды и премии
- Сталинская премия третьей степени (1950) — за симфоническую поэму «Щорс» (1949)
- Заслуженный деятель искусств УССР (1954)
- орден Трудового Красного Знамени (30.06.1951)[1]
- медаль «За трудовую доблесть» (24.11.1960)